# Daliang, Guangdong
Daliang (kinesiska: 顺德) är ett stadsdelsdistrikt (jiedao) i sydöstra Kina. Det ligger i stadsdistriktet Shunde i staden Foshan i provinsen Guangdong, omkring 33 kilometer söder om provinshuvudstaden Guangzhou.